# 보응 (영화)
《보응》(報應, Punished)은 2011년 홍콩에서 제작된 나영창 감독의 범죄, 스릴러, 미스터리, 서스펜스 영화이다. 황추생 등이 주연으로 출연하였고 두기봉 등이 제작에 참여하였다.

## 출연

### 주연
- 황추생
- 문영산

### 조연
- 장가이
- 임현제
- 노교음
- 공석량
- 조사리
- 임리
- 임경강
- 강미의
- 서충신
- 량줘만
- 유지위